# Купчинецька сільська рада (Іллінецький район)
| Купчинецька сільська рада — колишній орган місцевого самоврядування у Іллінецькому районі Вінницької області з адміністративним центром у с. Купчинці. Сільській раді були підпорядковані населені пункти: - с. Купчинці - с. Волошкове - с. Яструбинці |

## Склад ради
Рада складалася з 16 депутатів та голови.

## Керівний склад сільської ради
| ПІБ                        | Основні відомості                                                                       | Дата обрання | Дата звільнення |
| -------------------------- | --------------------------------------------------------------------------------------- | ------------ | --------------- |
| Кругляк Олексій Сергійович | Сільський голова, 1951 року народження, освіта, безпартійний                            | 26.03.2006   | 31.10.2010      |
| Мазур Валентина Олексіївна | Сільський голова, 1965 року народження, освіта середня спеціальна, член Партії регіонів | 31.10.2010   |                 |

Примітка: таблиця складена за даними джерела